# Montagne (Isère)
Montagne é uma comuna francesa na região administrativa de Auvérnia-Ródano-Alpes, no departamento de Isère. Estende-se por uma área de 8,78 km². Em 2010 a comuna tinha 271 habitantes (densidade: 30,9 hab./km²).